# Koupalo
Koupalo est dans la mythologie slave un dieu du soleil, de la réincarnation et de la purification par l'eau. Selon les légendes, Koupalo se serait baigné et noyé volontairement pour obtenir par ce sacrifice la purification et la résurrection. Cette légende païenne est très similaire à d'autres de la mythologie germanique et pourrait être à l'origine de la légende du Saint Graal. Lors de la christianisation de la Russie, les clercs n'auraient eu d'autre choix que de remplacer les divinités païennes qu'il semblait impossible de faire oublier au peuple. Dès lors, Saint Jean Baptiste aurait été désigné pour évoquer l'antique Koupalo, dieu solaire se baignant dans l'eau pour renaître purifié. L'une des fêtes de la Saint-Jean Baptiste (celle de juin) coïncide avec le jour de la célébration du dieu païen.